# Westerlo
Westerlo és un municipi belga de la província d'Anvers a la regió de Flandes. Està compost per les seccions de Westerlo, Oevel, Tongerlo i Zoerle-Parwijs.

## Seccions
| #                                         | Extensió (km²) | Població (31/12/2006)    |
| ----------------------------------------- | -------------- | ------------------------ |
| Westerlo - Centrum - Heultje - Voortkapel |                | 10.426 3.915 4.078 2.433 |
| Oevel                                     |                | 3.440                    |
| Tongerlo - Tongerlo - Oosterwijk          |                | 7.112 4.757 2.355        |
| Zoerle-Parwijs                            |                | 2.253                    |

Font: Ajuntament de Westerlo

## Evolució de la població

### Seglexix
| Any      | 1806  | 1816  | 1830  | 1846  | 1856  | 1866  | 1876  | 1880  | 1890  |
| -------- | ----- | ----- | ----- | ----- | ----- | ----- | ----- | ----- | ----- |
| Població | 1.847 | 1.991 | 2.279 | 2.535 | 2.667 | 2.675 | 2.657 | 2.718 | 3.105 |
|          |       |       |       |       |       |       |       |       |       |

### Segle XX (fins a 1976)
| Any      | 1900  | 1910  | 1920  | 1930  | 1947  | 1961  | 1970  | 1976   |  |
| -------- | ----- | ----- | ----- | ----- | ----- | ----- | ----- | ------ |  |
| Població | 3.383 | 3.962 | 4.218 | 4.831 | 6.184 | 7.297 | 7.933 | 15.037 |  |
|          |       |       |       |       |       |       |       |        |  |

### 1977 ençà
| Any       | 1977   | 1980   | 1985   | 1990   | 1995   | 2000   | 2005   |
| --------- | ------ | ------ | ------ | ------ | ------ | ------ | ------ |
| Població  | 18.321 | 19.213 | 19.937 | 20.562 | 21.221 | 21.960 | 22.685 |
| Font: NIS |        |        |        |        |        |        |        |

## Política

### Consistori municipal
| Partit        | octubre 1976 25 regidors | 10 d'octubre 1982 25 regidors | 9 d'octubre 1988 25 regidors | 9 d'octubre 1994 27 regidors | 8 d'octubre 2000 27 regidors | 8 d'octubre 2006 27 regidors |
| ------------- | ------------------------ | ----------------------------- | ---------------------------- | ---------------------------- | ---------------------------- | ---------------------------- |
| CVP           | 13                       | 12                            | 15                           | 15                           | 15                           |                              |
| CD&V          |                          |                               |                              |                              |                              | 18                           |
| GE            | 10                       | 11                            | 8                            |                              |                              |                              |
| W2000         |                          |                               |                              | 10                           | 6                            |                              |
| VLD           |                          |                               |                              |                              | 4                            |                              |
| VLD - W2000   |                          |                               |                              |                              |                              | 5                            |
| Vlaams Blok   |                          |                               |                              |                              | 1                            |                              |
| Vlaams Belang |                          |                               |                              |                              |                              | 3                            |
| Agalev        |                          |                               | 1                            | 2                            | 1                            |                              |
| Groen!        |                          |                               |                              |                              |                              | 1                            |
| SP            | 1                        | 1                             | 1                            |                              |                              |                              |
| VU            | 1                        | 1                             |                              |                              |                              |                              |

### Llista de burgmestres de Westerlo
- 1830-1844 : Pierre-Egide Peeters
- 1844-1848 : Maarten Norbert Van Schaubroek
- 1848-1877 : Willem Egide Peeters
- 1877 - 1879 :
- 1879-1892 : Comte Karel de Mérode-Westerloo
- 1892-1908 : Comte Henri de Mérode-Westerloo
- 1908 - 1910 :
- 1910-1913 : Jan Moortgat
- 1913-1946 : Príncep Karel de Merode
- 1947-1964 : Octaaf Verboven
- 1965-1976 : Jozef Draulans
- 1977-1982 : Jos Dupré
- 1983-1988 : Jef Thys
- 1989-1996 : Jos Dupré
- 1996-heden : Guy Van Hirtum

## Agermanaments
- Oirschot
- Ottersweier
- Westerlo

## Galeria d'imatges

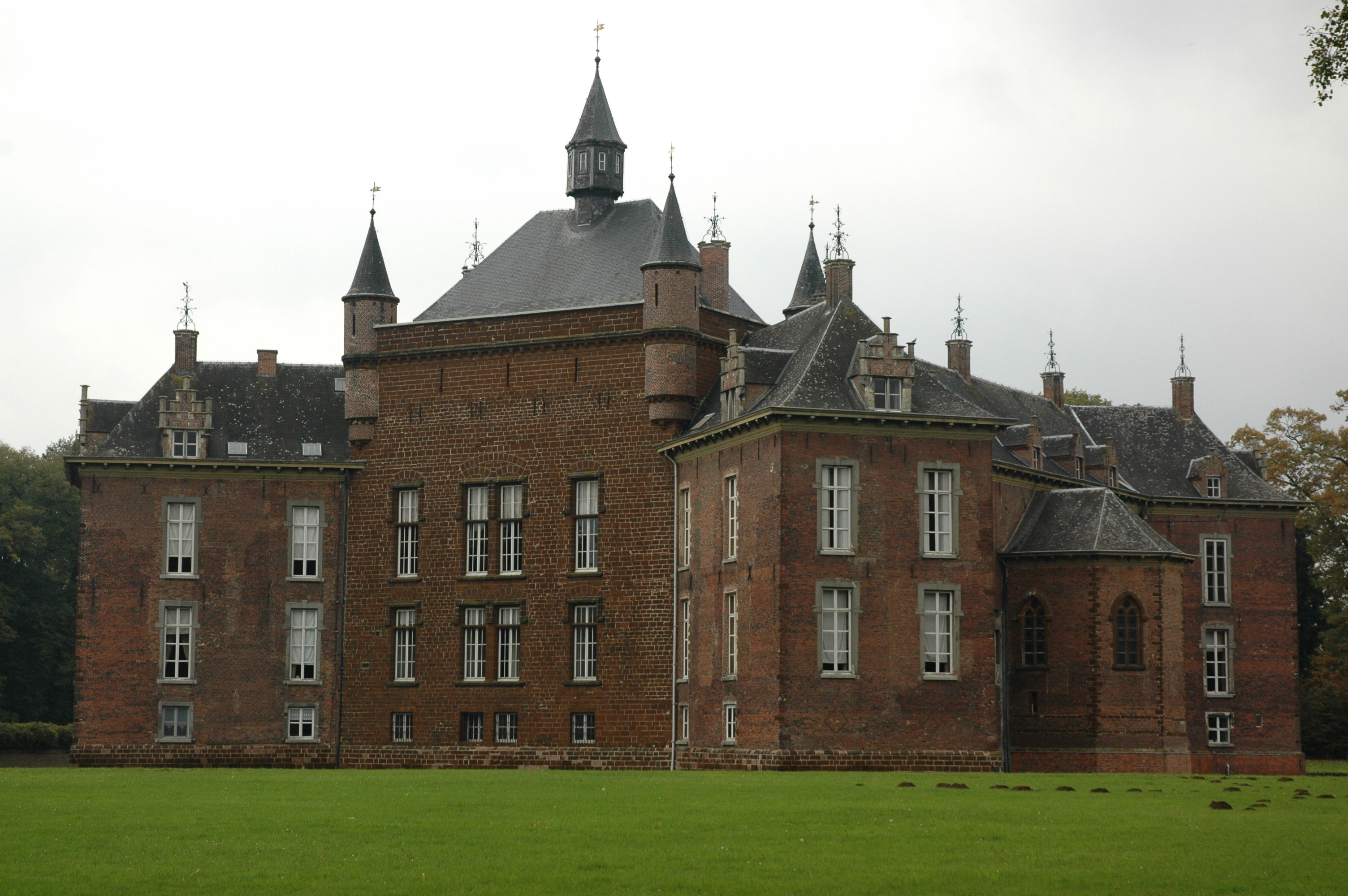
Castell de Merode
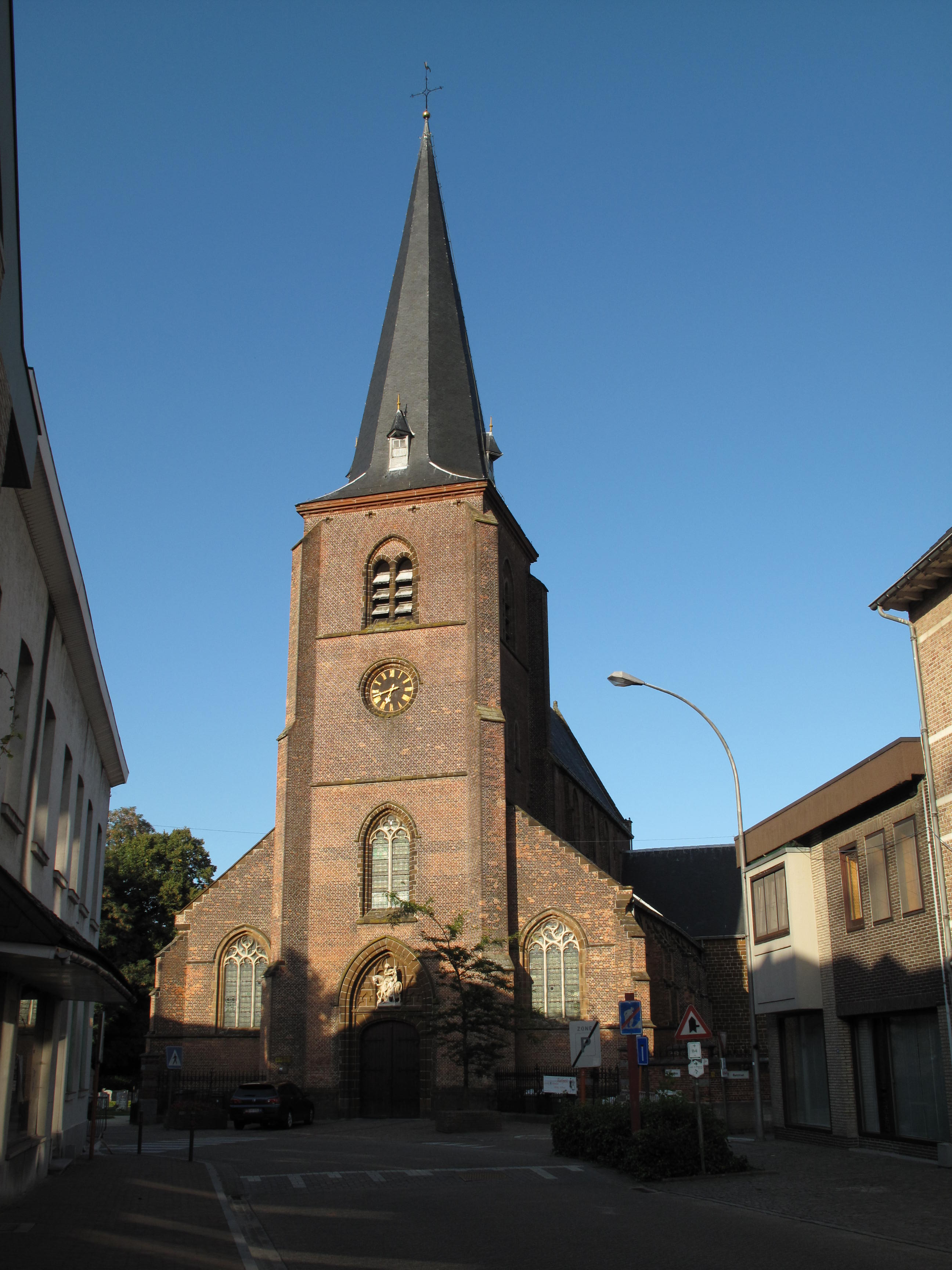
Sint-Lambertuskerk
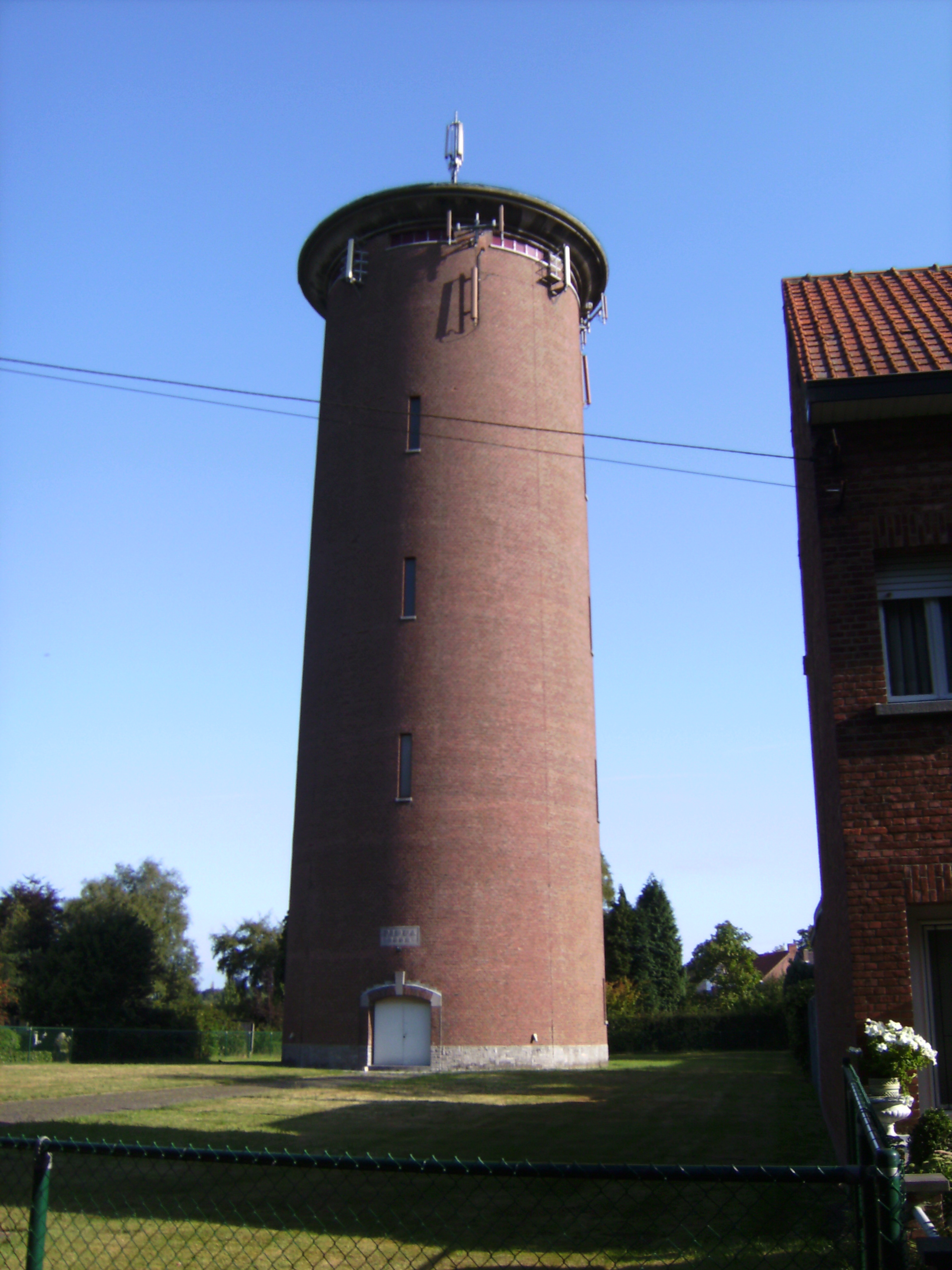
Torre d'aigua